# Martin Weise (Pädagoge)
Martin Weise (* 20. Februar 1891 in Eibau; † 23. Juni 1952 in Greifswald) war ein deutscher Pädagoge und als solcher sowohl im Schul- als auch im Hochschuldienst tätig. Bis heute bekannt ist vor allem sein Vortrag „Die Grundschule“, den er auf dem 1928 in Berlin abgehaltenen internationalen Kongress des Zentralinstituts für Erziehung und Unterricht gehalten hat. Im Jahr 1933, dem Jahr der Machtübernahme durch die Nationalsozialisten, wurde Weise aus dem Hochschuldienst an der TH Dresden entlassen und erst nach dem Ende des nationalsozialistischen Regimes 1945 wieder an der Universität Greifswald in der Lehre tätig.

## Beruflicher Werdegang
Martin Weise war nach seiner Ausbildung zum Volksschullehrer zunächst in Sachsen als solcher tätig und anschließend ab 1923 am Pädagogischen Institut der Technischen Hochschule Dresden als Dozent. Im Jahr 1928 hielt er auf dem Kongress „Die neuzeitliche deutsche Volksschule“ des Zentralinstituts für Erziehung und Unterricht in Berlin einen Vortrag mit dem Titel „Die Grundschule“. Darin erläuterte Weise Grundprinzipien des Gesamtunterrichts, den Anspruch der Grundschule eine „für alle gemeinsame Grundschule“ zu sein sowie weitere reformpädagogisch orientierte Arbeitsweisen (bspw. das Arbeitsschulprinzip). Dieser fand/findet auch Jahrzehnte später immer wieder Beachtung in der deutschen Grundschulpädagogik. Aus seiner Stellung im Hochschuldienst wurde Weise, der Mitglied des Sächsischen Lehrervereins, der SPD und des Bundes Entschiedener Schulreformer war, 1933 entlassen. Seine politische Haltung bis zu diesem Zeitpunkt lässt sich etwa in der Aussage erahnen, dass man „auch den Andersdenkenden, den Schwächerbegabten, den Kameraden aus anderer Umwelt wenigstens kennen und verstehen zu lernen“ bemüht sein sollte (Weise 1928).
Über seine berufliche Tätigkeit während der Zeit des Nationalsozialismus ist wenig bekannt. Als sicher gilt lediglich, dass Weise von 1940 bis 1945 an einer privaten Realschule als Lehrer arbeitete. Seine Mitgliedschaft in der SA während dieser Zeit führte nach dem Ende des nationalsozialistischen Regimes zur Ablehnung seiner Wiederbeschäftigung in der Lehrerbildung Sachsens. Hinsichtlich der Einschätzung seiner Mitgliedschaft in der SA gab es allerdings einige Kontroversen, da sich unter anderem ehemalige Weggefährten für Weises Integrität aussprachen und seinen Eintritt in die SA insofern als rein nominellen Akt zu verstehen gaben. Letztlich wurde Weise bei Heinrich Deiters (Universität Berlin) zum Dr. paed. promoviert und nach Fürsprache durch Paul Oestreich 1949 als Professor für Pädagogik an die Universität Greifswald berufen, wo er drei Jahre später starb.

## Werke
- Der einheitliche Aufbau des gesamten Erziehungswesens. Vortrag, gehalten auf der 49. ordentlichen Vertreterversammlung des Sächsischen Lehrervereins in Bautzen, April 1924.  Dürr, Leipzig 1924.
- Paul Oestreich und die Entschiedene Schulreform. Dürr, Leipzig 1928.
- Pädagogische Übung – Begriff, Formen, Grenzen. Huhle, Dresden 1932.
- Dresden – ein Gang durch Dresden und Umgebung. ([Text:] Martin Weise). Simon, Berlin [ca. 1938]